# Eredivisie 2004-05
La Eredivisie 2004-05 fue la 49.ª edición de la Eredivisie. El campeón fue el PSV Eindhoven, conquistando su 15.ª Eredivisie y el 18.° título de campeón de los Países Bajos.

## Tabla de posiciones
|    | Equipo         | PJ | PG | PE | PP | Pts | GF | GC |
| -- | -------------- | -- | -- | -- | -- | --- | -- | -- |
| 1  | PSV Eindhoven  | 34 | 27 | 6  | 1  | 87  | 89 | 18 |
| 2  | Ajax           | 34 | 24 | 5  | 5  | 77  | 74 | 33 |
| 3  | AZ Alkmaar     | 34 | 19 | 7  | 8  | 64  | 71 | 41 |
| 4  | Feyenoord      | 34 | 19 | 5  | 10 | 62  | 90 | 51 |
| 5  | Heerenveen     | 34 | 18 | 6  | 10 | 60  | 64 | 52 |
| 6  | Twente         | 34 | 15 | 9  | 10 | 54  | 48 | 38 |
| 7  | Vitesse Arnhem | 34 | 16 | 6  | 12 | 54  | 53 | 49 |
| 8  | Roda JC        | 34 | 13 | 8  | 13 | 47  | 60 | 55 |
| 9  | RKC Waalwijk   | 34 | 13 | 8  | 13 | 47  | 44 | 51 |
| 10 | Willem II      | 34 | 13 | 6  | 15 | 45  | 44 | 56 |
| 11 | Utrecht        | 34 | 12 | 8  | 14 | 44  | 40 | 43 |
| 12 | Groningen      | 34 | 11 | 7  | 16 | 40  | 50 | 58 |
| 13 | NEC Nijmegen   | 34 | 9  | 10 | 15 | 37  | 41 | 47 |
| 14 | ADO Den Haag   | 34 | 10 | 6  | 18 | 36  | 44 | 59 |
| 15 | NAC Breda      | 34 | 9  | 8  | 17 | 35  | 43 | 67 |
| 16 | RBC Roosendaal | 34 | 10 | 2  | 22 | 32  | 38 | 77 |
| 17 | De Graafschap  | 34 | 4  | 7  | 23 | 19  | 32 | 78 |
| 18 | Den Bosch      | 34 | 5  | 4  | 25 | 19  | 23 | 75 |

PJ = Partidos jugados; PG = Partidos ganados; PE = Partidos empatados; PP = Partidos perdidos; Pts = Puntos; GF = Goles a favor; GC = Goles en contra
|  | Campeón de la Eredivisie, y clasificado a la Fase de grupos de la UEFA Champions League 2005-06. |
|  | Clasificado a la Tercera ronda previa de la UEFA Champions League 2005/06.                       |
|  | Clasificado a la Copa de la UEFA 2005-06.                                                        |
|  | Clasificado a la Tercera ronda de la Copa Intertoto 2005.                                        |
|  | Forzado a disputar los play-offs por la permanencia en la Eredivisie.                            |
|  | Descendido a la Eerste Divisie.                                                                  |

## Play-offs de ascenso y descenso
| Grupo A | Grupo A             | Grupo A | Grupo A | Grupo A | Grupo A | Grupo A | Grupo A | Grupo A | Grupo A |
| Equipo  | Equipo              | Pts     | PJ      | PG      | PE      | PP      | GF      | GC      | DG      |
| ------- | ------------------- | ------- | ------- | ------- | ------- | ------- | ------- | ------- | ------- |
| 1       | RBC Roosendaal      | 11      | 6       | 3       | 2       | 1       | 9       | 3       | +6      |
| 2       | FC Volendam         | 9       | 6       | 2       | 3       | 1       | 11      | 9       | +2      |
| 3       | Stormvogels Telstar | 8       | 6       | 2       | 2       | 2       | 9       | 10      | -1      |
| 4       | VVV-Venlo           | 4       | 6       | 1       | 1       | 4       | 6       | 13      | -7      |

| Grupo B | Grupo B          | Grupo B | Grupo B | Grupo B | Grupo B | Grupo B | Grupo B | Grupo B | Grupo B |
| Equipo  | Equipo           | Pts     | PJ      | PG      | PE      | PP      | GF      | GC      | DG      |
| ------- | ---------------- | ------- | ------- | ------- | ------- | ------- | ------- | ------- | ------- |
| 1       | Sparta Rotterdam | 15      | 6       | 5       | 0       | 1       | 13      | 5       | +8      |
| 2       | Helmond Sport    | 9       | 6       | 2       | 3       | 1       | 11      | 6       | +5      |
| 3       | De Graafschap    | 8       | 6       | 2       | 2       | 2       | 11      | 10      | +1      |
| 4       | FC Zwolle        | 1       | 6       | 0       | 1       | 5       | 6       | 20      | -14     |

|  |                                          |
|  | Clasificado a la a la Eredivisie 2005/06 |
|  | Descendido a la Eerste Divisie           |
|  | Permanece en la Eerste Divisie           |

## Goleadores
| Pos. | Jugador                    | Club          | Goles |
| ---- | -------------------------- | ------------- | ----- |
| 1.   | Dirk Kuyt                  | Feyenoord     | 29    |
| 2.   | Salomon Kalou              | Feyenoord     | 20    |
| 3.   | Jan Vennegoor of Hesselink | PSV           | 19    |
| 4.   | Klaas-Jan Huntelaar        | SC Heerenveen | 16    |
| 4.   | Erik Nevland               | FC Groningen  | 16    |
| 4.   | Blaise Nkufo               | FC Twente     | 16    |
| 7.   | Arouna Koné                | Roda JC       | 15    |
| 8.   | Mark van Bommel            | PSV           | 14    |
| 9.   | Matthew Amoah              | Vitesse       | 13    |
| 9.   | Ali Boussaboun             | NAC Breda     | 13    |
| 9.   | Kenneth Pérez              | AZ            | 13    |
| 12.  | Rick Hoogendorp            | RKC Waalwijk  | 12    |
| 12.  | Geert den Ouden            | ADO Den Haag  | 12    |
| 14.  | Jason Čulina               | FC Twente     | 11    |
| 14.  | Georgios Samaras           | SC Heerenveen | 11    |
| 14.  | Sérgio                     | Roda JC       | 11    |

### Premios

#### Futbolista del año en los Países Bajos
- 2004/05 —  Mark van Bommel (PSV)